# Formula–1 szingapúri nagydíj

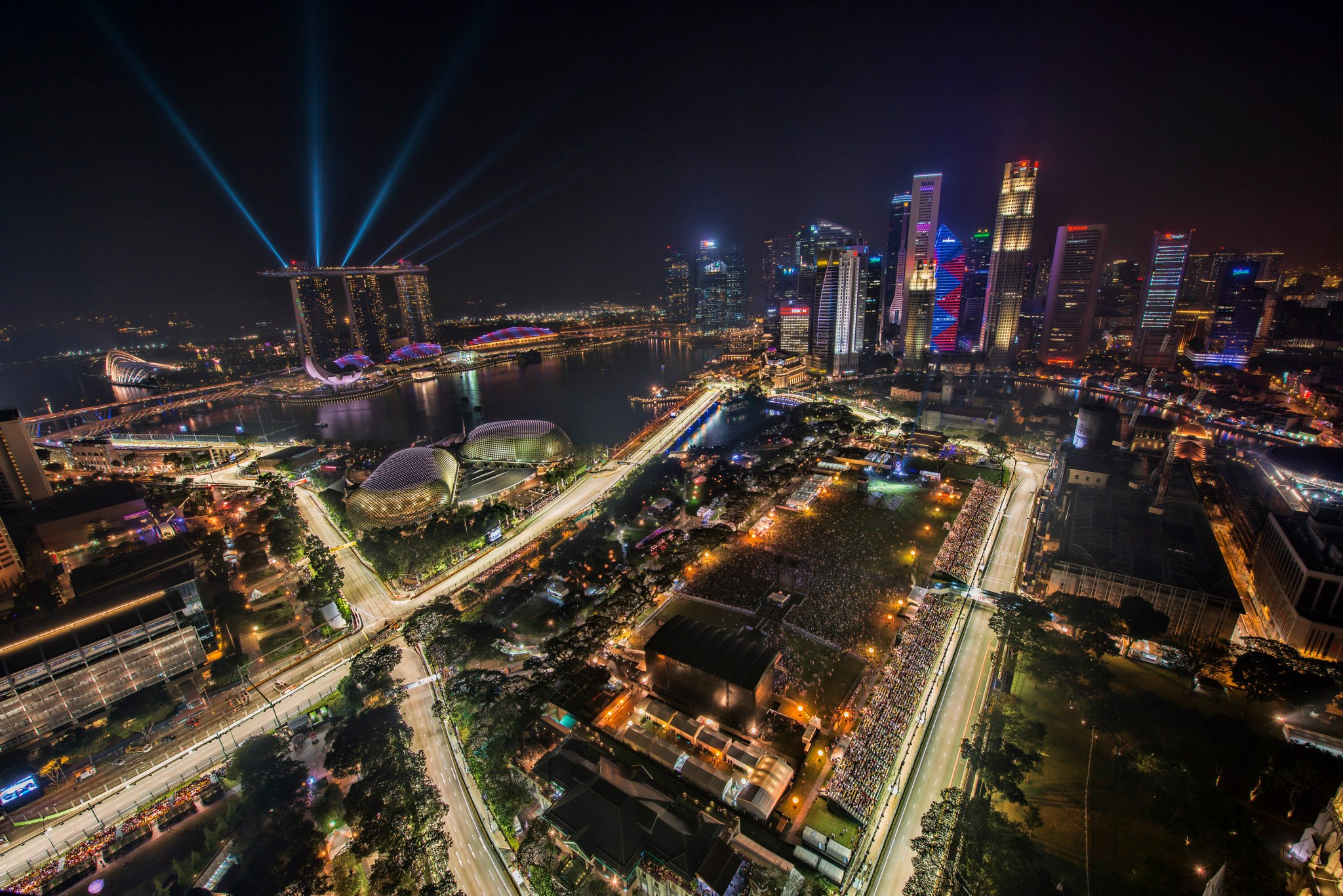
A szingapúri versenypálya éjjeli kivilágításban

A szingapúri nagydíj volt az első éjszaka rendezett verseny, melyhez a fényeket 1500 lámpa és 24 generátor biztosította. A nagydíjat először 2008-ban rendezték meg a Formula–1-ben, melyet Szingapúr városi pályáján, a Singapore Street Circuit-en rendeztek. A szingapúri nagydíjat 1966 és 1973 között is megrendezték a Formula–2-ben. 2023-tól részben új nyomvonalon mennek a versenyzők.

## Formula–1-es nyertesei
| Év   | Versenyző                        | Konstruktőr                      | Pálya                            | Összefoglaló                     |
| ---- | -------------------------------- | -------------------------------- | -------------------------------- | -------------------------------- |
| 2024 | Lando Norris                     | McLaren-Mercedes                 | Szingapúr                        | Összefoglaló                     |
| 2023 | Carlos Sainz                     | Ferrari                          | Szingapúr                        | Összefoglaló                     |
| 2022 | Sergio Pérez                     | Red Bull-RBPT                    | Szingapúr                        | Összefoglaló                     |
| 2021 | Törölve a Covid19-pandémia miatt | Törölve a Covid19-pandémia miatt | Törölve a Covid19-pandémia miatt | Törölve a Covid19-pandémia miatt |
| 2020 | Törölve a Covid19-pandémia miatt | Törölve a Covid19-pandémia miatt | Törölve a Covid19-pandémia miatt | Törölve a Covid19-pandémia miatt |
| 2019 | Sebastian Vettel                 | Ferrari                          | Szingapúr                        | Összefoglaló                     |
| 2018 | Lewis Hamilton                   | Mercedes                         | Szingapúr                        | Összefoglaló                     |
| 2017 | Lewis Hamilton                   | Mercedes                         | Szingapúr                        | Összefoglaló                     |
| 2016 | Nico Rosberg                     | Mercedes                         | Szingapúr                        | Összefoglaló                     |
| 2015 | Sebastian Vettel                 | Ferrari                          | Szingapúr                        | Összefoglaló                     |
| 2014 | Lewis Hamilton                   | Mercedes                         | Szingapúr                        | Összefoglaló                     |
| 2013 | Sebastian Vettel                 | Red Bull-Renault                 | Szingapúr                        | Összefoglaló                     |
| 2012 | Sebastian Vettel                 | Red Bull-Renault                 | Szingapúr                        | Összefoglaló                     |
| 2011 | Sebastian Vettel                 | Red Bull-Renault                 | Szingapúr                        | Összefoglaló                     |
| 2010 | Fernando Alonso                  | Ferrari                          | Szingapúr                        | Összefoglaló                     |
| 2009 | Lewis Hamilton                   | McLaren-Mercedes                 | Szingapúr                        | Összefoglaló                     |
| 2008 | Fernando Alonso                  | Renault                          | Szingapúr                        | Összefoglaló                     |

### Legsikeresebb versenyzők
| Győzelmek | Versenyző        | Győztes évek                 |
| --------- | ---------------- | ---------------------------- |
| 5         | Sebastian Vettel | 2011, 2012, 2013, 2015, 2019 |
| 4         | Lewis Hamilton   | 2009, 2014, 2017, 2018       |
| 2         | Fernando Alonso  | 2008, 2010                   |

## A nagydíj Formula–2-es nyertesei
| Év   | Versenyző       | Kasztni          | Pálya        |
| ---- | --------------- | ---------------- | ------------ |
| 1973 | Vern Schuppan   | March 722-Hart   | Thomson Road |
| 1972 | Max Stewart     | Mildren Waggott  | Thomson Road |
| 1971 | Graeme Lawrence | Brabham BT29     | Thomson Road |
| 1970 | Graeme Lawrence | Ferrari Dino 246 | Thomson Road |
| 1969 | Graeme Lawrence | McLaren M4A      | Thomson Road |
| 1968 | Garrie Cooper   | Elfin 600-Ford   | Thomson Road |
| 1967 | Rodney Seow     | Merlyn           | Thomson Road |
| 1966 | Lee Han Seng    | Lotus 22         | Thomson Road |